# 1720 Niels
1720 Niels este un asteroid din centura principală, descoperit pe 7 februarie 1935, de Karl Reinmuth.